# スカート (バンド)
スカート（Skirt）は、日本のシンガーソングライターである澤部 渡（さわべ わたる、1987年12月6日 - ）によるソロプロジェクト。

## 概要
2006年、澤部渡のソロプロジェクトとして活動を開始。2010年に、自身のレーベルとしてカチュカ・サウンズを立ち上げる。昭和音楽大学時代からメンバーを変えながら活動を続け、2025年現在は佐久間裕太（ex.昆虫キッズ／ドラムス）、佐藤優介（カメラ=万年筆／キーボード）、シマダボーイ（ex.NATURE DANGER GANG、フジロッ久（仮）／パーカッション）、岩崎なおみ（The Uranus、Controversial Spark／ベース）をサポートメンバーとして活動を行っている。

## メンバー
澤部渡
ボーカル、ギター、その他の楽器。全ての曲の作詞・作曲を担当。
トーベヤンソン・ニューヨークにはドラムスとして参加。サポートメンバーとしてムーンライダーズでyes, mama ok?でベース（現在はドラムス）、川本真琴のバックでサックス、彼女が率いるゴロニャンずのメンバーとしてドラムスを務め、昆虫キッズでパーカッションやサックスを務めていた。
また、他ミュージシャンへの楽曲提供やプロデュース、トリビュート・アルバムの企画も手がけている。。

## サポートメンバー

### 2024年現在の編成
佐藤優介（カメラ＝万年筆、僕とジョルジュ）
キーボード
岩崎なおみ（The Uranus、Controversial Spark）
ベース、レコーディングには2018年2月9日から、ライブには2018年6月10日から参加。
佐久間裕太（ex.昆虫キッズ）
ドラムス
シマダボーイ（テクノウルフ、RHYTHM BILLGATES、ex.NATURE DANGER GANG、フジロッ久（仮） 等）
パーカッション、2014年から参加。

### 過去に参加したことのあるサポートメンバー
武苅祥太
ベース、2006年11月から2008年9月6日まで参加。
和田礼加
ドラム、2006年11月から2008年9月6日まで参加。ライブ中に脱退。
POP鈴木（佐藤幸雄とわたしたち。、絶望の友、前野健太（サポート）、ex.さかな）
ドラム、2011年初頭から2012年ごろまで参加。
清水瑶志郎（マンタ・レイ・バレエ）
ベース、2018年3月までレコーディング、ライブに参加。
池上加奈恵（川本真琴withゴロニャンず、はこモーフ、真っ黒毛ボックス）
ベース、2018年4-5月のライブに参加。

## 来歴
- 1987年、東京都板橋区生まれ。[15]
- 2006年、昭和音楽大学作曲科に入学。高校生の時から宅録を始め、大学入学以降スカートと名乗ってソロ活動を開始。[16]
- 2010年12月、初の流通音源『エス・オー・エス』をカチュカサウンズからリリース。
- 2011年12月、2ndアルバム『ストーリー』をリリース。
- 2012年6月、アナログベストアルバム『消失点』をMY BEST! RECORDSからリリース。
- 2013年3月、3rdアルバム『ひみつ』をリリース。
- 2014年6月、4thアルバム『サイダーの庭』をリリース。
- 2014年11月、渋谷WWWにて初の「完全」ワンマンライブを開催[17]。
- 2014年12月、1stシングル『シリウス』（アナログ12inch）をカクバリズムからリリース。
- 2015年6月、同年2月にリリースしたライブアルバム『The First Waltz Award』を全国流通にてリリース。
- 2016年4月、5thアルバム『CALL』をカクバリズムからリリース。
- 2016年11月、CD形態では初となる2ndシングル『静かな夜がいい』をリリース。付属のDVDには同年5月の『CALL』発売記念ワンマンライブの模様を収録。
- 2017年1月、テレビドラマ『山田孝之のカンヌ映画祭』のエンディングテーマに「ランプトン」が、4月には、映画『PARKS』に劇中歌として「離れて暮らす二人のために」がそれぞれ起用される。
- 2017年10月、6th（メジャー1st）アルバム『20/20』をポニーキャニオンからリリースし、メジャーデビュー。
- 2018年10月、メジャー1stシングル『遠い春』をリリース。映画『高崎グラフィティ。』主題歌や、ドラマ『忘却のサチコ』主題歌を収録。
- 2019年1月、メジャー2ndシングル『君がいるなら』をリリース。映画『そらのレストラン』主題歌・挿入歌を収録。
- 2019年6月、7th（メジャー2nd）アルバム『トワイライト』をリリース。
- 2020年6月、ポニーキャニオン内に新たに立ち上げられた傘下レーベルIRORI Recordsに所属することが発表された[18]。
- 2020年12月、8th（メジャー3rd）再録アルバム『アナザー・ストーリー』をリリース。
- 2022年12月、9th（メジャー4th）アルバム『SONGS』をリリース。
- 2024年5月、音楽（劇伴および主題歌）を担当した映画『水深ゼロメートルから』（山下敦弘監督作品）が公開[19]。ゲストヴォーカルにadieu（上白石萌歌）を迎えた主題歌「波のない夏 feat. adieu」はシングルとして配信リリースされた[20]。
- 2025年5月、10th（メジャー5th）アルバム『スペシャル』をリリース。

## ディスコグラフィー

### CDアルバム
| 枚                   | リリース日                              | タイトル              | 規格 | 品番                                         | 収録曲 | 装画                                                      |
| -------------------- | --------------------------------------- | --------------------- | ---- | -------------------------------------------- | --- | --------------------------------------------------------- |
| 1st                  | 2010年12月15日                          | エス・オー・エス      | CD   | KCZK001                                      | 1. ハル 2. 花をもって 3. Taroupho 4. スウィッチ 5. 千のない 6. 本を読もうよ 7. 3と33 8. ディスコミュニケーション 9. おまえ 10. S.F. 11. ポップソング 12. ゴウスツ 13. わるふざけ | Hironaka Shingo                                           |
| 2nd                  | 2011年12月15日                          | ストーリー            | CD   | KCZK002                                      | 1. ストーリー 2. 返信 3. ハル 4. だれかれ 5. 愛情 6. わるふざけ 7. ガール | 見富拓哉                                                  |
| 3rd                  | 2013年3月3日                            | ひみつ                | CD   | KCZK005                                      | 1. おばけのピアノ 2. セブンスター 3. 夜のめじるし 4. S.F. 5. 誤字と脱字のバラッド 6. 百万年のピクニック 7. 月光密造の夜 8. ざくろの街 9. 花百景 10. 返信 11. ともす灯 やどす灯 12. ひみつ | 森雅之                                                    |
| 4th                  | 2014年6月4日                            | サイダーの庭          | CD   | KCZK010                                      | 1. さかさまとガラクタ 2. アポロ 3. 都市の呪文 4. ラジオのように 5. サイダーの庭 6. はなればなれ 7. 古い写真 8. すみか | 西村ツチカ                                                |
| ライブアルバム       | 2015年6月17日                           | The First Waltz Award | CD   | KCZK011                                      | 1. ざくろの街 2. ガール 3. すみか 4. スウィッチ 5. 愛情 6. わるふざけ 7. だれかれ 8. どうしてこんなに晴れているのに 9. S.F. 10. おばけのピアノ 11. はなればなれ 12. 都市の呪文 13. 月の器 14. 古い写真 15. サイダーの庭 16. ともす灯やどす灯 17. ひみつ 18. 回想 19. 返信 20. ストーリー 21. ゴウスツ 22. さかさまとガラクタ 23. シリウス 24. ワルツがきこえる 25. 月光密造の夜 | 町田洋(レーベル面)                                        |
| 5th                  | 2016年4月20日                           | CALL                  | CD   | DDCK-1045                                    | 1. ワルツがきこえる 2. CALL 3. いい夜 4. 暗礁 5. どうしてこんなに晴れているのに 6. アンダーカレント 7. ストーリーテラーになりたい 8. 想い（はどうだろうか） 9. ひびよひばりよ 10. 回想 11. はじまるならば 12. シリウス | 久野遥子                                                  |
| 6th （メジャー1st）  | 2017年10月18日                          | 20/20                 | CD   | PCCA-04583                                   | 1. 離れて暮らす二人のために 2. 視界良好 3. パラシュート 4. 手の鳴る方へ急げ 5. オータムリーヴス 6. わたしのまち 7. さよなら！さよなら！ 8. 私の好きな青 9. ランプトン 10. 魔女 11. 静かな夜がいい | 久野遥子                                                  |
| 7th （メジャー2nd）  | 2019年6月19日                           | トワイライト          | CD   | 初回限定盤：PCCA-04799 通常盤：PCCA-04800    | 1. あの娘が暮らす街（まであとどれくらい?） 2. ずっとつづく 3. 君がいるなら 4. 沈黙 5. 遠い春 6. 高田馬場で乗り換えて 7. ハローと言いたい 8. それぞれの悪路 9. 花束にかえて 10. トワイライト 11. 四月のばらの歌のこと | 鶴谷香央理                                                |
| 8th （メジャー3rd）  | 2020年12月16日 配信開始：2020年11月25日 | アナザー・ストーリー  | CD   | CD+LIVE BD：PCCA-04982 CD ONLY：PCCA-04983   | 【CD】 1. ストーリー 2. セブンスター 3. 返信 4. ともす灯やどす灯 5. 月の器 6. おばけのピアノ 7. 千のない 8. サイダーの庭 9. スウィッチ 10. わるふざけ 11. ゴウスツ 12. さかさまとガラクタ 13. すみか 14. 花をもって 15. 月光密造の夜 16. ガール 【Blu-ray】 スカート10周年記念公演「真説・月光密造の夜」 | illustration：カワイハルナ Art direction & Design：森敬太 |
| 9th （メジャー4th）  | 2022年12月30日                          | SONGS                 | CD   | 2CD : PCCA-06170 CD Only : PCCA-06171        | 1. 十月 2. 駆ける 3. ODDTAXI feat. PUNPEE 4. 粗悪な月あかり 5. この夜に向け 6. 標識の影・鉄塔の影 7. 架空の帰り道 8. Aを弾け 9. 私が夢からさめたら 10. 背を撃つ風 11. しるしをたどる 12. 窓辺にて 13. 海岸線再訪 | illustration：yasuo-range Art direction & Design：森敬太  |
| 10th （メジャー5th） | 2025年5月14日                           | スペシャル            | CD   | CD+Blu-ray : PCCA-06380 CD Only : PCCA-06381 | ＜CD収録曲＞ 1. ぼくは変わってしまった 2. 緑と名付けて 3. 火をともせ 4. 遠くへ行きたい 5. ミント 6. トゥー・ドゥリフターズ 7. 期待と予感 8. 四月怪談 9. 君はきっとずっと知らない 10. ひとつ欠けただけ 11. スペシャル ＜Blu-ray収録内容＞「スカート Presents 炎のフリーライヴ2024」 1. 波のない夏 2. さよなら!さよなら! 3. 君はきっとずっと知らない 4. 静かな夜がいい 5. いい夜 6. 1000 Lovesongs I Don’t Like 7. 期待と予感 (feat. 井上花月) 8. 君に会いに行こう (feat. 井上花月) 9. 粗悪な月あかり 10. 十月(いちおう捨てるけどとっておく) 11. Aを弾け 12. ストーリー 13. ODDTAXI (feat. PUNPEE) 14. ブランクスペース | 久野遥子                                                  |

### CDシングル
| 枚                  | リリース日     | タイトル                  | 規格                          | 品番                                      | 収録曲 | 装画                                                     |
| ------------------- | -------------- | ------------------------- | ----------------------------- | ----------------------------------------- | --- | -------------------------------------------------------- |
| 1st                 | 2016年11月23日 | 静かな夜がいい            | CD+DVD                        | DDCK1048                                  | 【CD】 1. 静かな夜がいい 2. 雨の音がきこえる 3. おれたちはしないよ 4. いつかの手紙 【DVD】 2016年5月27日 渋谷WWW “CALL"発売記念ワンマンライブ 1. いい夜 2. ストーリーテラーになりたい 3. さかさまとガラクタ 4. ともす灯やどす灯 5. おばけのピアノ 6. CALL 7. シリウス 8. 回想                       | 宇壽山貴久子（写真）                                     |
| 2nd （メジャー1st） | 2018年10月31日 | 遠い春                    | 初回限定盤：CD+DVD 通常版：CD | 初回限定盤：PCCA-04696 通常版：PCCA-04697 | 【CD】 1. 遠い春 2. いるのにいない 3. 返信 4. 忘却のサチコ 【DVD】 「eight matchboxes seventy one cigarettes」at Shibuya CLUB QUATTRO 03.10.'18 1. さよなら! さよなら! 2. 視界良好 3. ハル 4. だれかれ 5. 月光密造の夜 6. CALL 7. 魔女 8. 回想 9. ガール                                            | 山崎由紀子                                               |
| 3rd （メジャー2nd） | 2019年1月23日  | 君がいるなら              | CD                            | PCCA-04743                                | 1. 君がいるなら 2. 花束にかえて 3. すみか | Byun Young Geun                                          |
| 4th （メジャー3rd） | 2020年3月18日  | 駆ける/標識の影・鉄塔の影 | CD                            | PCCA-70550                                | 1. 駆ける 2. 標識の影・鉄塔の影 3. すみか（2014.09.13） 4. ともす灯やどす灯（2016.04.07） 5. オータムリーヴス（2018.10.26） 6. それぞれの悪路（2019.06.28） 7. 視界良好（2019.07.6） 8. トワイライト（2019.12.18） 9. 駆ける（CM Ver.） M3−9：Bonus Track 「LIVE &MORE」                            | mitani                                                   |
| 5th （メジャー4th） | 2021年12月15日 | 海岸線再訪                | 初回限定盤：CD+DVD 通常版：CD | 初回限定盤：PCCA-06100 通常版：PCCA-06101 | 【CD】 1. 海岸線再訪 2. 背を撃つ風 3. この夜に向け 【DVD】「The Coastline Revisited Session」※DVDと同内容の映像を収録したダウンロードカード付属 1. 沈黙 2. おれたちはしないよ 3. この夜に向け 4. 視界良好 5. おばけのピアノ 6. ともす灯やどす灯 7. 背を撃つ風 8. 四月のばらの歌のこと 9. 海岸線再訪 | illustration：太田麻衣子 Art direction & Design : 森敬太 |

### 配信限定シングル
| 発売日        | タイトル                                           | 収録アルバム   |
| ------------- | -------------------------------------------------- | -------------- |
| 2020年2月1日  | 標識の影・鉄塔の影                                 | SONGS          |
| 2021年4月7日  | ODDTAXI / スカートとPUNPEE                         | SONGS          |
| 2022年8月24日 | しるしをたどる                                     | SONGS          |
| 2022年9月16日 | 架空の帰り道                                       | SONGS          |
| 2023年9月13日 | 期待と予感                                         | スペシャル     |
| 2024年4月19日 | 君はきっとずっと知らない                           | スペシャル     |
| 2024年5月3日  | 波のない夏 feat. adieu                             | Extended Vol.1 |
| 2024年8月21日 | 地下鉄の揺れるリズムで feat. 村上基 (在日ファンク) | Extended Vol.1 |
| 2024年12月4日 | 火をともせ                                         | スペシャル     |
| 2025年3月26日 | トゥー・ドゥリフターズ                             | スペシャル     |
| 2025年4月30日 | スペシャル                                         | スペシャル     |
| 2025年7月9日  | 灯りは遠く                                         | 未収録         |

### アナログ
| 枚   | リリース日     | タイトル                  | 規格           | 品番       | 装画        | 備考                                                    |
| ---- | -------------- | ------------------------- | -------------- | ---------- | ----------- | ------------------------------------------------------- |
| 1st  | 2012年8月10日  | 消失点                    | LP             | MYRD32     | 西村ツチカ  | 新録「雨の音がきこえる」「(タイトルなし)」2曲入CD-R封入 |
| 2nd  | 2013年7月10日  | エス・オー・エス          | LP             | KCZK006    | 廣中真吾    |                                                         |
| 3rd  | 2013年7月10日  | ストーリー                | 7inch×2        | KCZK007    | 見富拓哉    |                                                         |
| 4th  | 2014年4月19日  | ひみつ                    | LP             | KCZK009    | 森雅之      |                                                         |
| 5th  | 2014年12月1日  | シリウス                  | 12inchシングル | KAKU-063   | 町田洋      |                                                         |
| 6th  | 2016年11月9日  | サイダーの庭              | 10inch         | KCZK-012   | 西村ツチカ  |                                                         |
| 7th  | 2017年4月20日  | CALL                      | LP             | KAKU-080   | 久野遥子    |                                                         |
| 8th  | 2019年1月23日  | 20/20                     | LP             | KAKU-096   | 久野遥子    |                                                         |
| 9th  | 2020年7月22日  | トワイライト              | LP             | KAKU-119   | 鶴谷香央理  |                                                         |
| 10th | 2020年7月22日  | 駆ける/標識の影・鉄塔の影 | 7inch          | KAKU-120   | mitani      |                                                         |
| 11th | 2024年11月13日 | SONGS                     | LP             | PCJA-00176 | yasuo-range |                                                         |
| 12th | 2025年6月4日   | Extended Vol.1            | LP             | PCJA-00182 | 久野遥子    |                                                         |

### COMITIAシリーズ
| 項番 | 発売日         | タイトル                             | 形式 | 品番                    | 収録曲 | 装画     | 備考                                                                                       |
| ---- | -------------- | ------------------------------------ | ---- | ----------------------- | --- | -------- | ------------------------------------------------------------------------------------------ |
| 1    | 2012年2月5日   | COMITIA 99                           | CD-R | COMITIA 99              | 1. 夜のめじるし 2. 液体 3. セブンスター 4. 2010年 秋の新曲 5. ストーリー(early version) |          | \300                                                                                       |
| 2    | 2012年5月5日   | COMITIA 100                          | CD-R | COMITIA 100             | 1. 海の背中 2. かぞえる 3. 果実 4. ひといきれ 5. 三月 6. おばけのピアノ |          | \500                                                                                       |
| 3    | 2012年9月2日   | 月光密造の夜 live at shibuya WWW     | CD-R | COMITIA 101             | 1. ストーリー 2. 夜のめじるし 3. S.F. 4. セブンスター 5. おばけのピアノ 6. 月光密造の夜 7. 新曲 8. 魔女 9. 花をもって 10. スウィッチ 11. 愛情 12. だれかれ 13. わるふざけ 14. 返信 15. ガール | 見富拓哉 | 2012年7月25日に行われたライブ演奏を収録 \800                                               |
| 4    | 2012年11月18日 | COMITIA 102                          | CD-R | COMITIA 102             | 1. 四次元 2. 真夜中 3. ショパン 4. 沈む思い 5. サンデーサン |          | \500                                                                                       |
| 5    | 2013年5月3日   | COMITIA 104                          | CD-R | COMITIA 104             | 1. さかさまとガラクタ 2. 点線 3. 夜を越えて 4. 都市の呪文 5. 書店員は今日も 6. ハートブレイク・ハートブレイク | 見富拓哉 | \500                                                                                       |
| 6    | 2013年8月18日  | ひみつのそれから                     | CD-R | COMITIA 105             | 1. セブンスター 2. おばけのピアノ 3. S.F. 4. 花百景 5. ともす灯やどす灯 6. スウィッチ 7. わるふざけ 8. だれかれ 9. 花をもって 10. ゴウスツ 11. さかさまとガラクタ 12. 3と33 13. ストーリー 14. ひみつ 15. 月光密造の夜 | 森雅之   | 『ひみつ』以降のライヴ音源（2013年）からセレクトされたベスト・オブ・ベスト・ライヴ盤 \1000 |
| 7    | 2013年10月20日 | COMITIA 106                          | CD-R | COMITIA 106             | 1. サイダーの庭 2. グッドバイ 3. はなればなれ 4. サン 5. すみか | payjama  | \500                                                                                       |
| 8    | 2014年2月2日   | ニュー・グッド・タイム・ミュージック | CD-R | COMITIA 107             | 1. 魔女 2. 果実 3. ともす灯やどす灯 4. ストーリー 5. ねじ 6. コーヒー 7. さかさまとガラクタ 8. ラジオのように 9. 百万年のピクニック 10. おばけのピアノ 11. 月の器 | 花原史樹 | アコギ弾き語りアルバム \800                                                                |
| 9    | 2014年8月31日  | COMITIA 109                          | CD-R | COMITIA 109             | 1. シリウス（仮） 2. どうしてこんなに晴れているのに 3. タタノアドラ 4. ワルツがきこえる | 中野友絵 | エレキ弾き語りシングル                                                                     |
| 10   | 2017年5月6日   | COMITIA 99 – 106                     | CD   | KCZK-013/COMITIA 99-106 | 1. 夜のめじるし 2. 液体 3. セブンスター 4. 2010年秋の新曲 5. ストーリー（early version） 6. 海の背中 7. かぞえる 8. 果実 9. 人いきれ 10. 三月 11. おばけのピアノ 12. 四次元 13. 真夜中 14. ショパン 15. 沈む思い 16. サンデーサン 17. さかさまとガラクタ 18. 点線 19. 夜を越えて 20. 都市の呪文 21. 書店員は今日も 22. ハートブレイク・ハートブレイク 23. サイダーの庭 24. グッドバイ 25. はなればなれ 26. サン 27. すみか | 見富拓哉 | \2,000                                                                                     |

### 参加作品
- 『My Final Fantasy』／昆虫キッズ（2009年）

パーカッション他
- 『text』／昆虫キッズ（2010年）

サックス・ウーリッツァー他
- 『ABCD』／豊田道倫with昆虫キッズ（2010年）

タンバリン
- 『CUL-DE-SUX』／caméra-stylo（2011年）

アコースティックギター
- 『フェアリー・チューンズ』／川本真琴（2011年）

サックス
- 『サーカス』／曽我部恵一バンド（2012年）

「サーカス」のリミックスを担当
- 『みなしごep』／昆虫キッズ（2013年）

「CHANCE」にボンゴで参加
- 『NEW AGE』／(((さらうんど)))（2013年）

「Neon Tetra」を作曲。同曲にてギター・コーラスとしても参加
- 『ロシアンブルー』／トーベヤンソン・ニューヨーク（2013年）

ドラム
- 『GOLD FUTURE BASIC』／住所不定無職（2013年）

「ムーンライト・シティ・トーク」をプロデュース
- 『MODERN MUSIC』／ムーンライダース（2013年）

「Virginity」のリミックスを担当
- 『なんできみはぼくよりぼくのことくわしいの?』／カーネーショントリビュートアルバム（2013年）

佐藤優介（カメラ=万年筆）と共に発起人として企画。スカートで「月の足跡が枯れた麦に沈み」をカバー。
- 『なんできみはぼくよりぼくのことくわしいの?』特典CD-R／スカート・カメラ=万年筆（2013年）

もともと収録の予定だった「オフィーリア」をカバー。
- 『realize!!』／ワンリルキス（2014年）

細野しんいちと共作により作曲
- 『レッツドリーム小学校』／ぱいぱいでか美（2014年）

「トキメキ蟻地獄」を作曲
- 『coldfinger』／HOMMヨ（2014年）

「SUCKS」にサックスとして参加
- 『ミュージック・ピンク』／川本真琴withゴロにゃんず（2014年）

ドラム
- 『かしぶち哲郎 トリビュート・アルバム~ハバロフスクを訪ねて』／かしぶち哲郎トリビュートアルバム（2014年）

コーラスにreddamを迎え、スカートで「さすらう青春」をカバー。
- 『Rice&Snow』／Negicco（2014年）

「裸足のRainbow」を編曲
- 『Someone Like You』 ／トーベヤンソン・ニューヨーク（2015年）

ドラム、「YOUNG SONG」作曲
- 『LAST PAJAMA PARTY』／新チロリン（2015年）

「途中にしてね」のリミックスを担当
- TBSラジオ『SOUND AVENUE 905』

ジングル提供（2015年9月-2016年3月）
- 『Records And Memories』／鈴木慶一（2015年）

コーラス
- 『みなと』／スピッツ（2016年）

「みなと」に口笛で参加。
テレビ朝日系「ミュージックステーション」2016年4月22日放送回にサポートで出演（口笛、タンバリンを担当）。この時の模様が反響を呼び、後に「Mトピ」のコーナー内で取り上げられた。
- 『川本真琴withゴロにゃんず』／川本真琴withゴロにゃんず（2016年）

ドラム、作曲
- 『真夜中のヘッドフォン』／南波志帆（2016年）

ラップ、コーラス
- 『BRIGHT YOUNG MOONLIT KNIGHTS -We Can't Live Without a Rose- MOONRIDERS TRIBUTE ALBUM』／ムーンライダーストリビュートアルバム（2016年）

「いとこ同士」をカバー
- 『dotsu TRIBUTE SPIRITS』／どついたるねんトリビュートアルバム（2017年）

「街」「先輩のライクアローリングストーン」（スカート名義）「飯でも」（澤部渡名義）をカバー
- 『light showers』／藤井隆（2017年）

「踊りたい」を作詞、作曲
- 『あの娘が暮らす街（まであとどれくらい？）』／Kaede（Negicco）（2017年）

「あの娘が暮らす街（まであとどれくらい？）」を作詞、作曲。スカートの2019年のアルバム『トワイライト』にてセルフカバーされている。
- 『ただいまの魔法』／Kaede（Negicco）（2018年）

「スウィート・リグレット」を作詞・作曲（澤部渡名義）および編曲（スカート名義）。
- 『SOLEIL is Alright』／SOLEIL（2018年）

「卒業するのは少しさみしい」を作詞・作曲。
- 『高田馬場で乗り換えて』／DJ MARUKOME & スカート feat. tofubeats（2018年）

作詞・作曲・ボーカルを担当。スカートの2019年のアルバム『トワイライト』にてセルフカバーされている。
- 『Kilaak EP』／佐藤優介（2019年）

「2+2=5?」にギターで参加。
- 『焦年時代』／PUNPEE&BIM（2022年）

「トローチ」に口笛で参加。

## ミュージックビデオ
- 「ハル」
- 「スウィッチ」
- 「ともす灯 やどす灯」
- 「すみか」
- 「CALL」
- 「アンダーカレント」
- 「静かな夜がいい」
- 「視界良好」
- 「高田馬場で乗り換えて」
- 「遠い春」
- 「君がいるなら」
- 「ずっとつづく」
- 「あの娘が暮らす街（まであとどれくらい？）」
- 「ストーリー」
- 「月の器」
- 「ODDTAXI / スカートとPUNPEE」
- 「海岸線再訪」
- 「窓辺にて」
- 「Aを弾け」
- 「期待と予感」
- 「君はきっとずっと知らない」
- 「君に会いに行こう feat. 井上花月 (Laura day romance)」
- 「地下鉄の揺れるリズムで feat. 村上基 (在日ファンク)」
- 「私が夢からさめたら」
- 「トゥー・ドゥリフターズ」
- 「スペシャル」

## 出演

### ラジオ
- NICE POP RADIO（α-STATION、2017年11月3日 ‐ 、毎週金曜20:00 ‐ 21:00）
- GOODYEAR MUSIC AIRSHIP シティポップレイディオ（TOKYO FM・FM AICHI、2022年3月5日 ‐ 2025年3月29日、毎週土曜11:00 ‐ 11:25）

### テレビ
- CITY POP CRUISING（2021年8月21日 - 10月17日、BSフジ）- MC[26]

### CM
- はるやま商事 大きいサイズの店フォーエル「アーティストコラボレーション スカート篇」15秒 （2021年11月15日 - 、岡山 香川 宮城 静岡 ）[27]

### 映画
- まーごめ180キロ（2023年5月19日劇場公開）[28]

### 劇場アニメ
- 化け猫あんずちゃん（2024年7月19日劇場公開）[29]

## 主なライブ

### ワンマンライブ・主催イベント
| 開催日         | タイトル                                       | 備考    |
| -------------- | ---------------------------------------------- | ------- |
| 2014年11月12日 | スカートワンマンショウ -The First Waltz Award- | 渋谷WWW |